# Lingua hiri motu
La lingua hiri motu,  conosciuta anche come hiri, police motu o pidgin motu, è un pidgin basato sulla lingua motu parlato in Papua Nuova Guinea.

## Origine di Hiri Motu
Il termine hiri è il nome dei tradizionali viaggi commerciali che hanno creato una cultura e uno stile di vita per il popolo Motu.  "Hiri Motu" è diventato un linguaggio comune per una forza di polizia nota come "Police Motu".
Il nome Hiri Motu è stato concettualizzato all'inizio degli anni '70 durante una conferenza tenuta dal Department of Information and Extension Services.  Durante questa conferenza, il comitato ha raccomandato il nome "Hiri Motu" per diversi motivi.
- La storia della lingua è più antica di quanto implica il nome "Police Motu".  Questo è stato raccomandato perché è stato semplificato dalla lingua del popolo Motu, che era la lingua usata quando si scambiavano merci con i propri clienti.
- Il Motu della polizia all'epoca non fu mai usato come linguaggio commerciale o di contatto sociale.  Dall'unità delle forze di polizia della Nuova Guinea nel 1946, "Police Motu" aveva perso la maggior parte delle sue funzioni nel lavoro di polizia.  Pidgin è stato adottato in quel momento ed è stato utilizzato con la maggior parte delle forze di polizia.
- Il comitato ha pensato che il nuovo nome dovesse avere un significato dietro.  Invece di associare una lingua alla polizia, hanno pensato che la lingua dovesse riflettere l'eredità della lingua e il modo in cui viene usata nella vita di tutti i giorni.

### La gente Motu
Le persone Motu sono abitanti nativi della Papua Nuova Guinea che vivono lungo la linea costiera meridionale del loro paese.  Vivono tipicamente in zone aride, sul lato sottovento della montagna, dove le stagioni secche sono dure per le persone che ci vivono.  I viaggi tradizionali di Hiri portavano preziosi tesori alla gente del Golfo di Papua.

## Storia
La lingua ha una storia precedente al contatto europeo;  si è sviluppato tra i membri del ciclo commerciale Hiri (principalmente in sago e vasi di terracotta) tra il popolo Motu e i loro vicini sulla costa sud-orientale di  l'isola di Nuova Guinea. All'inizio del colonialismo europeo, l'uso di Hiri Motu era diffuso grazie alla sua adozione da parte della   Royal Papuan Constabulary (da cui il nome "Police Motu").  All'inizio degli anni '60, Hiri Motu era la lingua franca di gran parte del paese.  Era la prima lingua per molte persone i cui genitori provenivano da diversi gruppi linguistici (tipicamente figli di poliziotti e altri dipendenti pubblici).
Dall'inizio degli anni '70, se non prima, l'uso di Hiri Motu come lingua franca quotidiana nella sua vecchia "gamma" è gradualmente diminuito a favore dell'inglese e del Tok Pisin.  Oggi i suoi relatori tendono ad essere anziani e concentrati nelle province di Centrale e Golfo.  I parlanti più giovani della "lingua madre" (Motu propriamente detta) tendono a non avere familiarità con Hiri Motu, e pochi di loro lo capiscono o lo parlano bene.

## Sintassi

### Pronomi personali
Nella lingua Hiri Motu, la distinzione tra forme "inclusive" ed "esclusive" di "noi" è molto importante.  Nel primo caso, "noi" si applica all'oratore e all'ascoltatore mentre nel secondo caso "noi" non include l'ascoltatore.
| Noi (incluso) | Noi (esclusivo) |
| ------------- | --------------- |
| Ita           | Ai              |

#### Possessivi
- egu=mio
- emu=tuo
- emui=vostro
- ena=suo, lei, suo
- edia=loro

| Motu      | Traduzione | S. | pl |
| --------- | ---------- | -- | -- |
| oi-emù    | tuo        | x  |    |
| lau-egu   | mio        |    |    |
| umui-emui | vostro     |    | x  |
| idia      | loro       |    |    |

Ad esempio, nella tabella sopra, lau-egu è posto prima del sostantivo, come lau-egu boroma (il mio maiale).
La prima metà della parola (lau, oi) può essere estratta dalla parola.  Ad esempio, lau-egu boroma può essere abbreviato in "egu boroma".

#### Posposizioni
Hiri Motu usa le posposizioni.  Una posposizione standard è "ai", che può significare "in", "su" o "a".  Ad esempio, maua ai significa "nella scatola", pata ai significa "sul tavolo" e Konedobu ai significa "a Konedobu (un luogo in Papua)".
Poiché Hiri Motu non ammette vocali doppie, spesso ai si fonde con la parola.  Qualche esempio:
- lalo-na-ai → lalonai – dentro, dentro
- lata-na-ai → latanai – sopra, sopra

### Ordine delle parole
Ci sono due ordini delle parole in Hiri Motu: Soggetto–oggetto–verbo (SOV) e Oggetto-soggetto-verbo (OSV), entrambi utilizzabili in modo intercambiabile (OSV è  più comune in Hiri Motu).  Queste strutture di frasi iniziano con un soggetto seguito da un oggetto o viceversa iniziano con un oggetto seguito da un soggetto ed entrambi terminano con un verbo.  La frase finisce sempre con un verbo indipendentemente dall'ordine delle parole.
Poiché l'ordine delle parole può essere scelto arbitrariamente, in alcuni casi possono sorgere ambiguità.
Ad esempio, "Inai mero boroma badana ia alaia" può significare: "Questo ragazzo ha ucciso un grosso maiale" o "Un grosso maiale ha ucciso questo ragazzo".  Per risolvere questo problema, è possibile utilizzare un contrassegno di soggetto.  In Hiri Motu, l'indicatore di soggetto è "ese", che viene posizionato immediatamente dopo il soggetto della frase.
Con esso, la frase recita: "Inai mero ese boroma badana ia alaia" (Letteralmente, Questo ragazzo <subject marker>, ha ucciso un grosso maiale.) - "Questo ragazzo ha ucciso un grosso maiale".
L'indicatore del soggetto deve essere utilizzato solo nei casi in cui si verifica ambiguità.  I marcatori soggetto non vengono mai usati nelle frasi con verbi intransitivi.

### Interrogativi
| Hiri Motu                      | Traduzione |
| ------------------------------ | ---------- |
| Daika?                         | Chi? Chi?  |
| Dahaka?                        | Cosa?      |
| Daika ena?                     | Di chi?    |
| Dahaka dainai?/ Badina dahaka? | Perché?    |
| Edheto?/Edana bamona?          | Come?      |
| Hida?                          | Quanti?    |
| Edeseni?/ Edeseni ai?          | Dove?      |
| Edana negai?                   | Quando?    |

Edana è talvolta scritto e pronunciato edena.
Hida segue sempre il nome a cui si riferisce, mentre edana lo segue sempre.
Le domande dovrebbero essere poste in modo affermativo, altrimenti alcune delle risposte ricevute possono creare confusione.
Ad esempio, ricevere la risposta "oibe" (sì) alla domanda "la mai lasi?"  ("non è venuto?") può significare "Sì, non è ancora venuto".  Se la persona è arrivata, la risposta sarebbe: "Lasi, ia mai" (No, è venuto).

### Congiunzioni
| Hiri Motu     | Traduzione |
| ------------- | ---------- |
| eiava         | o          |
| bona          | e          |
| bema          | se         |
| bena, vadeani | allora     |
| a, a          | ma         |
| badina        | perché     |

Esempi:
- Oi raka naomonamo, oi keta garina.  (Cammina con cautela, per non cadere.)
- Sinavai dekenai ia lao, haoda totona.  (Andò al fiume (in ordine) a pescare.)

### "Essere e avere"
Quando "essere" è usato come parola di collegamento, le particelle "na" e "is" possono essere usate e sono intercambiabili.
Ad esempio: "Ia be mero namona" o "la na mero namona" significano entrambi "è un bravo ragazzo".
Non esiste una forma verbale Hiri Motu di "avere" nel senso di possesso.  Nel vero Hiri Motu, un locale esprimerebbe di avere un cane con la frase "Lau na mai egu sisia" per "Ho un cane", (letteralmente, "Io con il mio cane".) Non ci sono standard per queste espressioni  in Hiri Motu.

## Numeri
I numeri 1–5 in Hiri Motu sono, rispettivamente, ta, rua, toi, hani, ima.  Il sistema numerico in Hiri Motu arriva fino a 100.000.  Molti dei numeri in Hiri Motu sono polisillabico.  Ad esempio, 99 in Hiri Motu è taurahanita ahui taurahanita.  La maggior parte dei Papuani conosce il sistema numerico inglese e lo usa invece.

## Distribuzione geografica
La lingua hiri motu è parlata principalmente nelle province della Baia di Milne, Centrale, Golfo, Occidentale e Oro. Si stima che siano rimasti pochi madrelingua, mentre i locutori L2 nel 1988 erano 120.000.

### Lingua ufficiale
È una delle lingue ufficiali della Papua Nuova Guinea.

### Dialetti e lingue derivate
Si distinguono due dialetti, hiri motu austronesiano e hiri motu papuano.

## Sistema di scrittura
Per la scrittura viene utilizzato l'alfabeto latino.